# 王隅沟抗日根据地
王隅沟抗日根据地，位于中国吉林省延吉市依兰乡成子村，为一个省级文物保护单位，类型为近现代史迹及代表性建筑，公布时间为1981年4月20日。该文物保护单位由延吉市文物管理所管理。
王隅沟抗日根据地的历史年代为1932-1935年。